# Кубок Кар'яла 2013
Кубок Кар'яла 2013 — міжнародний хокейний турнір у Фінляндії в рамках Єврохокейтуру, проходив 7—10 листопада 2013 року у Гельсінкі та один матч у шведському Євле.

## Результати та таблиця
| 1. | Фінляндія | ***      | 4:3 | 2:3 бул. | 3:2 | 3 | 2 | 0 | 1 | 0 | 9:8  | 7 |
| 2. | Росія     | 3:4      | *** | 5:2      | 2:0 | 3 | 2 | 0 | 0 | 1 | 10:6 | 6 |
| 3. | Швеція    | 3:2 бул. | 2:5 | ***      | 6:0 | 3 | 1 | 1 | 0 | 1 | 11:7 | 5 |
| 4. | Чехія     | 2:3      | 0:2 | 0:6      | *** | 3 | 0 | 0 | 0 | 3 | 2:11 | 0 |

М — підсумкове місце, І — матчі, В — перемоги, ВО — перемога по булітах (овертаймі), ПО — поразка по булітах (овертаймі), П — поразки, Ш — закинуті та пропущені шайби, О — очки

## Найкращі гравці турніру
| Воротар  | Генрік Карлссон |
| Захисник | Андрій Зубарев  |
| Нападник | Петрі Контіола  |

## Команда усіх зірок
| Воротар  | Генрік Карлссон |
| Захисник | Лассе Кукконен  |
| Захисник | Андрій Зубарев  |
| Нападник | Енвер Лісін     |
| Нападник | Петрі Контіола  |
| Нападник | Пер Арльбрандт  |